# テオドール・オステルカンプ
テオドール・"テオ"・オステルカンプ（Theodor "Theo" Osterkamp、1892年4月15日 - 1975年 1月2日）は、ドイツの海軍軍人、空軍軍人。最終階級はドイツ国防軍空軍中将。
第一次世界大戦と第二次世界大戦のエース・パイロットである。第一次世界大戦中、オスヴァルト・ベルケと共に飛行し、マンフレート・フォン・リヒトホーフェンの友人であり、32機の敵機を撃墜した。第二次世界大戦では第51戦闘航空団を指揮し、バトル・オブ・ブリテンの期間中に更に6機を撃墜したことにより、歴史上でも数少ない2つの大戦の双方でエース・パイロットになった一人である。

## 第一次世界大戦
アッシャースレーベンの工場オーナーの子として生まれる。デッサウのギムナジウムを卒業。のちの戦友のオスヴァルト・ベルケ、ゴットハルト・ザクセンベルクも同じ学校の出身だった。卒業後はデューレンのレルスドルフで林業を学ぶ。
第一次世界大戦勃発後、陸軍への入隊を申し出るが、華奢であったため身体測定で却下された。そこでオステルカンプはドイツ帝国海軍の飛行士を志し、1914年8月14日、「帝国海軍飛行軍団」（Marinefliegerkorps）に入隊。その後1915年から1916年にかけてフランダースの海軍第2飛行分遣隊（2. Marine-Fliegerabteilung）所属の空中観測員を務め、陸上基地を拠点とした航空機の偵察任務で英国本土に到達した最初のドイツ軍パイロットとなった。1916年9月6日、非公式ながらLVG C.IIの観測員として操縦士のヴィルヘルム・マテウス少尉とともに初撃墜を果たした。
1917年3月、戦闘機パイロットとなるべくプツィッヒにある「戦闘パイロット学校」（Kampffliegerschule）に入校し、ユンカース J7の飛行テストを実施する。その後、4月14日に海軍第1戦闘飛行中隊（Marine-Jagdstaffel 1）に配属された。7月に予備少尉となり、10月15日には海軍第2戦闘飛行中隊（Marine-Jagdstaffel 2）の指揮官に任命された。西部戦線で合計32機を撃墜し、また1918年7月11日には、ユンカース J7とユンカース J9の比較テストを行っている。これらの功績により、1918年9月2日にプロイセン王国軍の勲章であるプール・ル・メリット勲章を授与された。
1919年2月14日、アンハルト航空協会の名誉会員となる。

### 戦間期

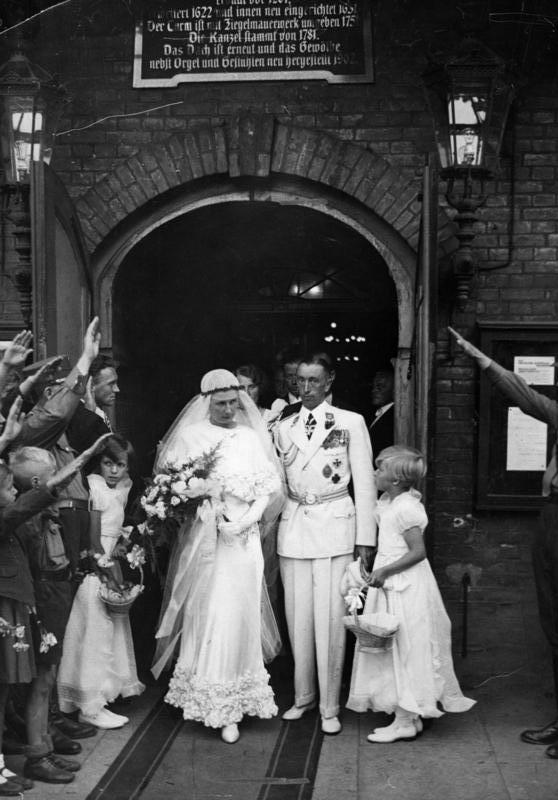
テオ・オステルカンプとFel Gudrun Paggeの結婚式、ハンブルクのエッペンドルフにて

1919年ごろ、ヨーゼフ・ヤーコプス、ゴットハルト・ザクセンベルクらとともにラトビアに義勇パイロットとして赴き、クールラント航空隊を編成、赤軍と交戦。
1920年1月、軍を去り、ドイツ航空輸送（現ルフトハンザドイツ航空）に就職。1927年、ホルテナウにて飛行場マネージャーとなる。1931年にはノルダーナイ島の水上飛行場マネージャー。また、国際航空連盟（FAI）の第2回、第3回及び第4回の国際ツーリング機競技大会に参加して第2回大会で11位、第3回大会で12位、第4回大会で5位の成績を収めた。
全権委任法成立後の1933年8月1日、大尉として陸軍航空部門に参加。国防軍空軍成立後の1937年1月、「第1戦闘機学校」（Jagdfliegerschule 1）を設立し初代校長に就任する等の新生ドイツ空軍の編成に関わった。1939年9月、中佐。

### 第二次世界大戦
1939年9月19日、第51戦闘航空団（JG 51）の戦闘航空団司令に任命された。フランス侵攻中に1940年5月12日の初撃墜を含む4機を撃墜した。バトル・オブ・ブリテン期間中の「海峡の戦い」（Kanalkampf）で更に2機を撃墜し、戦果を6機に伸ばしたが、7月23日にはJG 51の指揮官をヴェルナー・メルダースと交代した。少将に昇進したオステルカンプは8月22日に騎士鉄十字勲章を授与され、JG 51の指揮官を交代した後は第2航空艦隊の戦闘機部隊の指揮官である第2航空兵指導官に任命された。
1942年8月1日にオステルカンプは「アフリカ特別航空管区」（Luftsgaustab z.b.V. Afrika）に転属し、1943年4月5日には「シチリア戦闘航空兵指導官」に任命され7月15日にアドルフ・ガーランドと交代するまでこの職を務めた。その後、オステルカンプは1944年に空軍地上部隊総監（Inspekteur der Luftwaffen-Boden-organisation）に任命されるまで幾つかの参謀職を務めた。空軍最高司令部からの非難があがった後、オステルカンプは1944年12月21日に解任された。
その後は1945年までニーダーザクセン州にて森林官を務めたのち、1966年に年金を受給するまで当地で自営業を営んでいた。